# Fenomene de transport
În inginerie, fizică și chimie, studiul fenomenelor de transport se referă la schimbul de masă, energie, sarcină electrică, impuls și moment cinetic între sistemele observate și cele studiate. Deși se inspiră din domenii diverse precum mecanica mediilor continue și termodinamică, pune un accent puternic pe punctele comune ale subiectelor abordate. Masa, impulsul și transmiterea căldurii prin conducție au toate un cadru matematic similar, iar paralelele dintre ele sunt exploatate în studiul fenomenelor de transport pentru a face conexiuni matematice profunde care oferă adesea instrumente derivate direct din celelalte domenii, foarte utile în analiza altui domeniu.
Analiza fundamentală în toate cele trei subdomenii ale schimbului de masă, căldură și impuls se bazează adesea pe principiul simplu conform căruia suma totală a cantităților studiate se conservă în sistem și în mediul său. Astfel, diferitele fenomene care duc la transport sunt considerate individual, știind că suma contribuțiilor lor trebuie să fie nulă. Acest principiu este util pentru calcularea multor cantități relevante. De exemplu, în mecanica fluidelor, o utilizare comună a analizei transportului este de a determina câmpul de viteze al unui fluid care curge printr-un volum dat, considerat fix.
Fenomenele de transport sunt omniprezente în toate disciplinele inginerești. În inginerie, unele dintre cele mai comune exemple de analiză a transportului se găsesc în domeniile proceselor chimiei, biologiei, și al mecanicii, dar materia este o componentă fundamentală a programelor tuturor disciplinelor implicate în vreun fel în mecanica fluidelor, transmiterea căldurii și transferul de masă. În prezent, este considerată a face parte din disciplinele inginerești la fel de mult ca și termodinamica, mecanica și electromagnetismul.
Fenomenele de transport cuprind toți agenții schimbării fizice din univers. Mai mult, acestea sunt considerate a fi elementele constitutive fundamentale care au dezvoltat universul și care sunt responsabile pentru succesul întregii vieți de pe Pământ. Totuși, aici domeniul de aplicare este limitat la relația dintre fenomenele de transport și sistemele artificiale⁠(d).

## Descriere
În fizică, fenomenele de transport sunt toate procesele ireversibile de natura mecanicii statistice care provin din mișcarea continuă aleatorie a moleculelor, observată mai ales în fluide. Fiecare aspect al fenomenelor de transport se bazează pe două concepte principale: legile de conservare și ecuațiile constitutive⁠(d). Legile de conservare, care în contextul fenomenelor de transport sunt formulate ca ecuații de continuitate, descriu modul în care trebuie conservată cantitatea studiată. Ecuațiile constitutive descriu modul în care cantitatea în cauză răspunde la diverși stimuli prin transport. Exemple importante sunt legea lui Fourier a conducției termice și ecuațiile Navier–Stokes, care descriu răspunsul fluxului termic la gradientul de temperatură, respectiv relația dintre fluxul de fluid și forțele aplicate fluidului. Aceste ecuații demonstrează, de asemenea, legătura profundă dintre fenomenele de transport și termodinamică, o conexiune care explică de ce fenomenele de transport sunt ireversibile. Aproape toate aceste fenomene fizice implică în cele din urmă sisteme care își caută starea de energie cea mai scăzută în conformitate cu principiul energiei minime⁠(d). Pe măsură ce se apropie de această stare, ele tind să atingă un adevărat echilibru termodinamic, moment în care nu mai există forțe motrice în sistem și transportul încetează. Diversele aspecte ale unui astfel de echilibru sunt direct legate de un transport specific: transferul de căldură este încercarea sistemului de a atinge echilibrul termic cu mediul său, la fel cum transportul de masă și impuls deplasează sistemul către echilibrul chimic și mecanic.
Exemple de procese de transport sunt conducția termică (transferul de energie), curgerea fluidelor (transferul de impuls), difuzia moleculară (transferul de masă) și transferul de sarcină electrică în semiconductori.
Fenomenele de transport au o largă aplicare. De exemplu, în fizica stării solide, mișcarea și interacțiunea electronilor, golurilor și fononilor sunt studiate în cadrul fenomenelor de transport. Un alt exemplu este în ingineria biomedicală, unde unele fenomene de transport de interes sunt termoreglarea, perfuzia și microfluidica. În ingineria chimică, fenomenele de transport sunt studiate în proiectarea reactoarelor, analiza mecanismelor de transport molecular sau difuziv și metalurgie.
Transportul de masă, energie și impuls poate fi afectat de prezența unor surse externe:
- Un miros se disipă mai lent (și se poate intensifica) atunci când sursa mirosului rămâne prezentă.
- Viteza de răcire a unui solid care conduce căldura depinde de existența unei surse de căldură.
- Forța gravitațională care acționează asupra unei picături de ploaie contracarează rezistența la înaintare prin aerul din jur.

## Aspecte comune fenomenelor
Un principiu important în studiul fenomenelor de transport este analogia dintre fenomene.

### Difuzia
Există unele asemănări notabile în ecuațiile pentru impuls, energie și transfer de masă care pot fi transportate prin difuzie, așa cum este ilustrat de următoarele exemple:
- Masă: răspândirea și disiparea mirosurilor în aer este un exemplu de difuzie în masă.
- Energie: transmiterea căldurii într-un material solid este un exemplu de difuzie a căldurii.
- Impuls: rezistența la înaintare experimentată a unei picături de ploaie pe măsură ce cade în atmosferă este un exemplu de difuzie a impulsului (picătură de ploaie pierde impuls față de aerul din jur prin solicitări viscoase și decelerează).

| Mărimea transportată | Fenomenul fizic                       | Ecuația                                                                  |
| -------------------- | ------------------------------------- | ------------------------------------------------------------------------ |
| Impuls               | Viscozitate (Fluid newtonian)         | {\displaystyle \tau =-\nu {\frac {\partial \rho \upsilon }{\partial x}}} |
| Energie              | Conducție termică (Legea lui Fourier) | {\displaystyle {\frac {q}{A}}=-k{\frac {dT}{dx}}}                        |
| Masă                 | Difuzie moleculară (Legea lui Fick)   | {\displaystyle J=-D{\frac {\partial C}{\partial x}}}                     |
| Sarcină electrică    | Curent electric (Legea lui Ohm)       | {\displaystyle J_{e}=-\sigma {\frac {\partial U}{\partial x}}}           |

Ecuațiile de transfer molecular ale legii lui Newton pentru impulsul fluidului, legii lui Fourier pentru căldură și legii lui Fick pentru masă sunt similare. Se poate converti de la un coeficient de transport la altul pentru a compara toate cele trei fenomene de transport diferite.
În literatura de specialitate s-au depus eforturi considerabile pentru dezvoltarea de analogii între aceste trei procese de transport pentru transferul turbulent, astfel încât să se permită prezicerea unuia față de oricare dintre celelalte. Analogia lui Reynolds presupune că difuzivitățile turbulente sunt toate egale și că difuzivitățile moleculare ale impulsului (μ/ρ) și masei (DAB) sunt neglijabile în comparație cu difuzivitățile turbulente. La lichide și/sau când este prezentă rezistența la înaintare, analogia nu este validă. Alte analogii, cum ar fi cele ale lui von Karman și Prandtl, duc de obicei la relații necorespunzătoare.
Cea mai reușită și mai utilizată analogie este analogia factorului J a lui Chilton și Colburn. Această analogie se bazează pe date experimentale pentru gaze și lichide atât în regim laminar, cât și turbulent. Deși se bazează pe date experimentale, se poate demonstra că satisface soluția exactă derivată din curgerea laminară peste o placă plană. Toate aceste informații sunt utilizate pentru a prezice transferul de masă.

### Relațiile de reciprocitate ale lui Onsager
În sistemele cu fluide descrise prin temperatură, densitate a materiei și presiune se știe că diferențele de temperatură duc la fluxuri de căldură din zonele mai calde către zonele mai reci ale sistemului. Similar, diferențele de presiune vor duce la fluxul de materie din zonele cu presiune mai mare către cele cu presiune mai mică (o „relație de reciprocitate”). Ceea ce este remarcabil este observația că, atunci când atât presiunea, cât și temperatura variază, diferențele de temperatură la presiune constantă pot provoca fluxul de materie (ca în convecție), iar diferențele de presiune la temperatură constantă pot provoca fluxul de căldură. Fluxul de căldură pe unitatea de diferență de presiune și fluxul de densitate (materie) pe unitatea de diferență de temperatură sunt egale.
Lars Onsager demonstrat această egalitate ca fiind obligatorie folosind mecanica statistică ca o consecință a reversibilității timpului⁠(d) în cazul dinamicii microscopice. Teoria dezvoltată de Onsager este mult mai generală decât acest exemplu și capabilă să trateze mai mult de două forțe termodinamice simultan.

## Transport de impuls
În transportul de impuls, fluidul este tratat ca o distribuție continuă a materiei. Studiul transportului de impuls, sau mecanica fluidelor, poate fi împărțit în două ramuri: hidrostatica (fluide în repaus) și dinamica fluidelor (fluide în mișcare). Când un fluid curge în direcția x paralel cu o suprafață solidă, fluidul are impulsul direcționat pe axa x, iar valoarea sa pe unitatea de volum este υxρ. Prin difuzia aleatorie a moleculelor are loc un schimb de molecule în direcția z. Prin urmare, impulsul direcționat pe axa x a fost transferat în direcția z de la stratul care se mișcă mai rapid la cel care se mișcă mai lent. Ecuația pentru transportul de impuls este legea viscozității a lui Newton:
{\displaystyle \tau _{zx}=-\rho \nu {\frac {\partial \upsilon _{x}}{\partial z}}}
unde τzx este fluxul impulsului direcționat pe axa x în direcția z, ν = μ/ρ este difuzivitatea impulsului, z este distanța de transport sau difuzie, ρ este densitatea, iar μ este viscozitatea dinamică. Legea viscozității a lui Newton este cea mai simplă relație dintre fluxul impulsului și gradientul vitezei. Poate fi util de menționat că aceasta este o utilizare neconvențională a simbolului τzx; indicii sunt inversați în comparație cu utilizarea standard în mecanica solidelor, iar semnul este inversat.

## Transport de masă
Când un sistem conține două sau mai multe componente a căror concentrație variază de la un punct la altul, există o tendință naturală de transport de masă, minimizând orice diferență de concentrație în cadrul sistemului. Transportul de masă într-un sistem este guvernat de prima lege a lui Fick: „Fluxul de difuzie de la o concentrație mai mare la una mai mică este proporțional cu gradientul concentrației substanței și cu difuzivitatea substanței în mediu.” Transportul de masă poate avea loc datorită diferitelor forțe motrice. Unele dintre acestea sunt:
- masa poate fi transportată prin acțiunea unui gradient de presiune (difuzie sub presiune);
- difuzia forțată apare din cauza acțiunii unei forțe externe;
- difuzia poate fi cauzată de gradienți de temperatură (difuzie termică);
- difuzia poate fi cauzată de diferențe de potențial chimic.

Aceastea pot fi comparate cu legea difuziei a lui Fick, pentru o specie A dintr-un amestec binar format din A și B:
{\displaystyle J_{Ay}=-D_{AB}{\frac {\partial C_{A}}{\partial y}}}
unde D este coeficientul de difuzie.

## Transmiterea căldurii
În multe dintre sistemele inginerești importante apare transmiterea căldurii. Câteva exemple sunt încălzirea și răcirea fluxurilor de proces, transformările de fază, distilarea etc. Principiul de bază este legea lui Fourier, care pentru un sistem static este:
{\displaystyle q''=-\lambda {\frac {dT}{dx}}}
Fluxul net de căldură printr-un sistem este egal cu conductivitatea înmulțită cu gradientul temperaturii în funcție de poziție.
Pentru transportul convectiv care implică un flux turbulent, geometrii complexe sau condiții la limită dificile, căldura transmisă poate fi reprezentată printr-un coeficient de transfer termic.
{\displaystyle Q=k\,A\,{\Delta T}}
unde A este aria suprafeței, {\displaystyle {\Delta T}} este diferența de temperatură, Q este fluxul termic în unitatea de timp, iar k este coeficientul de transfer termic.
În cadrul transmiterii căldurii pot să apară două tipuri principale de convecție:
- Convecție forțată⁠(d), care poate apărea atât în curgerea laminară, cât și în cea turbulentă. În situația curgerii laminare în tuburi circulare, se utilizează diverse numere adimensionale, cum ar fi numărul Nusselt, numărul Reynolds și numărul Prandtl. Ecuația utilizată de obicei este:

{\displaystyle Nu={\frac {\alpha D}{\lambda }}}.
- Convecția liberă, în funcție de numărul Grashof și numărul Prandtl. Complexitatea transferului de căldură prin convecție liberă face necesară utilizarea în principal a relațiilor empirice din datele experimentale.[12]

Transmiterea căldurii este analizată inclusiv în cazul geometriilor complexe, cum ar fi coloanele cu umplutură⁠(d), miezul reactorilor nucleari și schimbătoarelor de căldură.

## Analogia între transmiterea căldurii și transportul de masă
Analogia dintre căldură și masă permite obținerea de soluții pentru problemele de transport de masă din soluții cunoscute pentru problemele de transmitere a căldurii. Aceasta provine din ecuații adimensionale similare între transmiterea căldurii și transportul de masă.

### Deducere
Atunci când încălzirea din disiparea viscoasă și generarea de căldură pot fi neglijate, ecuația adimensională a energiei pentru o curgere într-un strat limită a unui fluid se poate simplifica după cum urmează:
{\displaystyle {u^{*}{\frac {\partial T^{*}}{\partial x^{*}}}}+{v^{*}{\frac {\partial T^{*}}{\partial y^{*}}}}={\frac {1}{Re_{L}Pr}}{\frac {\partial ^{2}T^{*}}{\partial y^{*2}}}}
unde {\displaystyle u^{*}} și {\displaystyle v^{*}} sunt vitezele în direcțiile x respectiv y, normalizate de viteza fluxului liber, {\displaystyle x^{*}} și {\displaystyle y^{*}} sunt coordonatele adimensionale x și y într-o scală de lungime relevantă, {\displaystyle Re_{L}} este numărul Reynolds, {\displaystyle Pr} este numărul Prandtl, iar {\displaystyle T^{*}} este temperatura adimensională, care este definită de temperaturile locale, minimă și maximă:
{\displaystyle T^{*}={\frac {T-T_{min}}{T_{max}-T_{min}}}}
Ecuația adimensională de transport a speciilor pentru curgerea fluidului într-un strat limită poate fi dată după cum urmează, presupunând că nu există generare de specii în sistem:
{\displaystyle {u^{*}{\frac {\partial C_{A}^{*}}{\partial x^{*}}}}+{v^{*}{\frac {\partial C_{A}^{*}}{\partial y^{*}}}}={\frac {1}{Re_{L}Sc}}{\frac {\partial ^{2}C_{A}^{*}}{\partial y^{*2}}}}
unde {\displaystyle C_{A}^{*}} este concentrația adimensională, iar {\displaystyle Sc} este numărul Schmidt.
În unele cazuri, din aceste ecuații se pot găsi soluții analitice directe pentru numerele Nusselt și Sherwood. În cazurile în care se utilizează rezultate experimentale, se poate presupune că aceste ecuații stau la baza transportului observat.
La o interfață, condițiile la limită pentru ambele ecuații sunt, de asemenea, similare. Pentru transmiterea căldurii la o interfață, condiția de lipsă de alunecare (viteze identice) permite să se echivaleze conducția cu convecția, egalând astfel legea lui Fourier și legea răcirii a lui Newton:
{\displaystyle q''=\lambda {\frac {dT}{dy}}=k(T_{s}-T_{f})}
undeq" este fluxul termic, {\displaystyle \lambda } este conductivitatea termică, {\displaystyle k} este coeficientul de transfer termic, iar indicii {\displaystyle s} și {\displaystyle f} se referă la suprafață, respectiv la interiorul fluidului.
Pentru transferul de masă la o interfață, se pot echivala legea lui Fick cu legea convecției a lui Newton, rezultând:
{\displaystyle J=D{\frac {dC}{dy}}=k_{m}(C_{m}-C_{f})}
unde {\displaystyle J} este fluxul de masă în kg/s m3, {\displaystyle D} este difuzivitatea speciilor în fluidul f, iar {\displaystyle {k_{m}}} este coeficientul de tansport de masă. După cum se vede, sunt analoage {\displaystyle q''} cu {\displaystyle J}, {\displaystyle \lambda } cu {\displaystyle D} și {\displaystyle T} cu {\displaystyle C.}

### Implementarea analogiei
Analogia transporturilor de căldură și de masă:
Deoarece ecuațiile în Nu și Sh sunt deduse din aceste ecuații analoage, se pot înlocui direct numerele Nu și Sh cu numerele Pr și Sc pentru a transforma aceste ecuații între masă și căldură. În multe situații, cum ar fi curgerea peste o placă plană, numerele Nu și Sh sunt funcții ale numerelor Pr și Sc față de un anumit coeficient n. Prin urmare, se pot calcula direct aceste numere unul din la celălalt folosind:
{\displaystyle {\frac {Nu}{Sh}}={\frac {Pr^{n}}{Sc^{n}}}}
care poate fi utilizată în majoritatea cazurilor, ceea ce provine din soluția analitică pentru Numărul Nusselt pentru curgerea laminară peste o placă plană. Pentru o precizie optimă, n trebuie ajustat acolo unde corelațiile au un exponent diferit. Se poate merge mai departe prin înlocuirea în această ecuație a definițiilor coeficientului de transfer termic, a coeficientului de transfer de masă și a numărului Lewis, rezultând:
{\displaystyle {\frac {k}{k_{m}}}={\frac {\lambda }{DLe^{n}}}=\rho C_{p}Le^{1-n}}
Pentru o curgere cu turbulența complet dezvoltată, cu n = 1/3, aceasta devine analogia factorului J Chilton-Colburn. Analogia respectivă leagă și forțele viscoase de transferul termic, precum analogia Reynolds⁠(d).

### Limitări
Analogia dintre transferul termic și transferul de masă este strict limitată la difuzia binară în soluții diluate (ideale⁠(d)) pentru care ratele de transfer de masă sunt suficient de mici încât transferul de masă nu are niciun efect asupra câmpului de viteze. Concentrația speciilor care difuzează trebuie să fie suficient de mică încât gradientul potențialului chimic să fie reprezentat cu precizie de gradientul de concentrație (prin urmare, analogia are o aplicație limitată la soluțiile lichide concentrate). Când rata de transfer de masă este mare sau concentrația speciilor care difuzează nu este scăzută, corecțiile coeficientului de transfer termic la viteză mică pot ajuta uneori. În plus, în amestecurile de mai multe componente, transportul unei specii este afectat de gradienții de potențial chimic ai altor specii.
Analogia dintre căldură și masă poate fi compromisă și în cazurile în care ecuațiile definitorii diferă substanțial. De exemplu, situațiile cu contribuții substanțiale din partea termenilor de generare în flux, cum ar fi generarea de căldură în sistem sau reacțiile chimice în sistem, pot determina divergența soluțiilor.

### Aplicații ale analogiei căldură-masă
Analogia este utilă atât pentru utilizarea transporturilor de căldură și masă pentru a se prezice reciproc, cât și pentru înțelegerea sistemelor în care apare un transport simultan de căldură și masă. De exemplu, prezicerea coeficienților de transmitere a căldurii în jurul palelor unei turbine termice este dificilă și se face adesea prin măsurarea evaporării unui compus volatil și utilizarea analogiei. De asemenea, în multe sisteme are loc, un transport simultan de căldură și masă, iar exemplele obișnuite sunt procesele cu transformare de fază, deoarece entalpia transformării de fază influențează adesea substanțial transportul de căldură. Astfel de exemple sunt: evaporarea la suprafața apei, transportul vaporilor de apă în spațiul de aer de deasupra unei membrane de desalinizare, și echipamente de dezumidificare și climatizare care combină transportul de căldură și membranele selective.

## Aplicații

### Poluare
Studiul proceselor de transport este relevant pentru înțelegerea emisiei și distribuției poluanților în mediu. În special, modelarea precisă poate oferi informații pentru strategiile de atenuare. Exemplele cuprind controlul poluării apelor de suprafață cauzate de scurgerile urbane și politicile menite să reducă conținutul de cupru din plăcuțele de frână ale vehiculelor din SUA.